# Swertia souliei
Swertia souliei är en gentianaväxtart som beskrevs av Isaac Henry Burkill.
Swertia souliei ingår i släktet Swertia och familjen gentianaväxter. Inga underarter finns listade i Catalogue of Life.